# Diodo laser

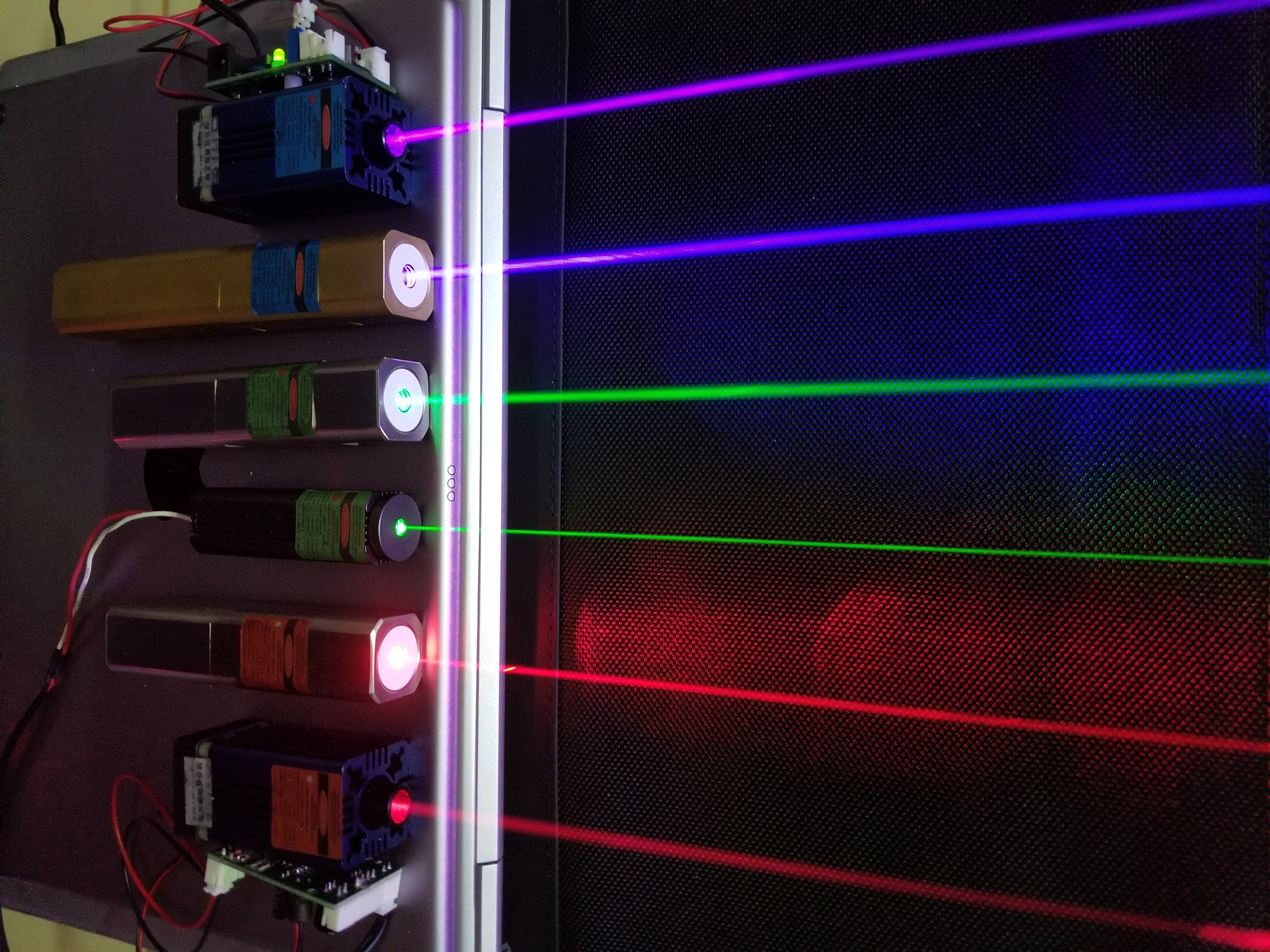
Moduli e puntatori a diodo laser con lunghezze d'onda, dal basso verso l'alto, di 660, 635, 532, 520, 445, 405nm.

Un diodo laser (o LD, da Laser Diode in inglese) è un dispositivo optoelettronico in grado di emettere un fascio laser emesso dalla regione attiva del semiconduttore con cui viene realizzato il dispositivo stesso. La struttura del semiconduttore è molto simile a quella impiegata nella realizzazione di LED (Light Emitting Diode).
La tipologia di diodo laser più comune in commercio è formata da una giunzione p-n nella quale viene iniettata una corrente elettrica. Questi dispositivi vengono spesso chiamati diodi laser a iniezione per distinguerli da quelli pompati otticamente, che sono più facili da produrre in laboratorio.

## Applicazioni
I diodi laser sono i laser più comuni in commercio: nel 2004 ne sono stati venduti 733 milioni, contro 131000 di altre tipologie di laser.
Le applicazioni sono le più varie:
- Lettori CD utilizzano diodi laser infrarossi, DVD rossi visibili, mentre i nuovi formati Blu-ray e HD DVD fanno uso di laser blu-violetti.
- Come sorgenti luminose nelle fibre ottiche.
- In strumenti di misurazione, come il telemetro.
- Nei lettori di codici a barre.
- Puntatori laser (vengono utilizzati laser visibili di colore rosso, verde, giallo, viola e blu).

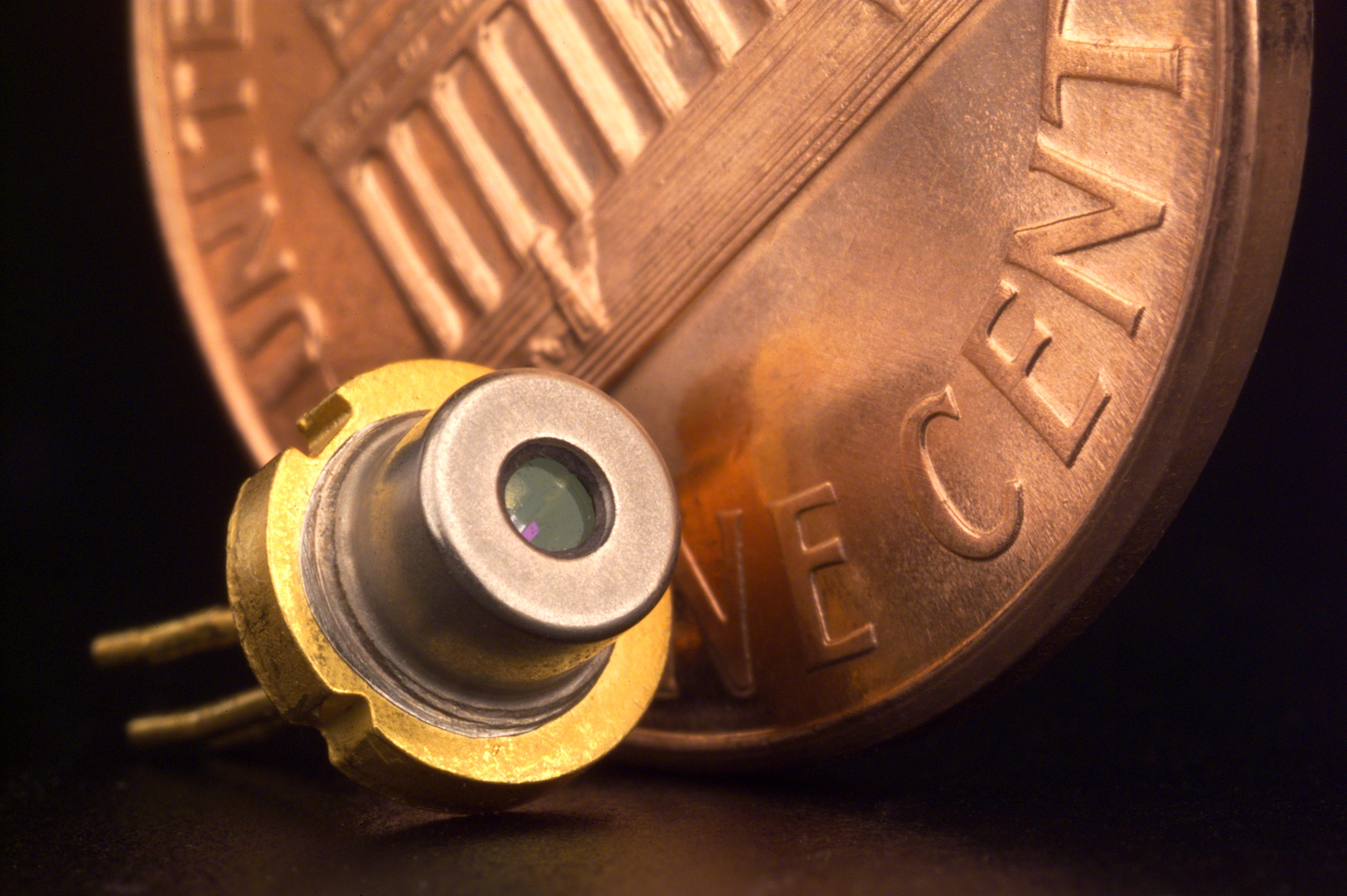
Un diodo laser racchiuso nel suo contenitore in confronto con una moneta da un penny per un raffronto di scala.

- Mouse ottici laser per computer.

## Principio di funzionamento

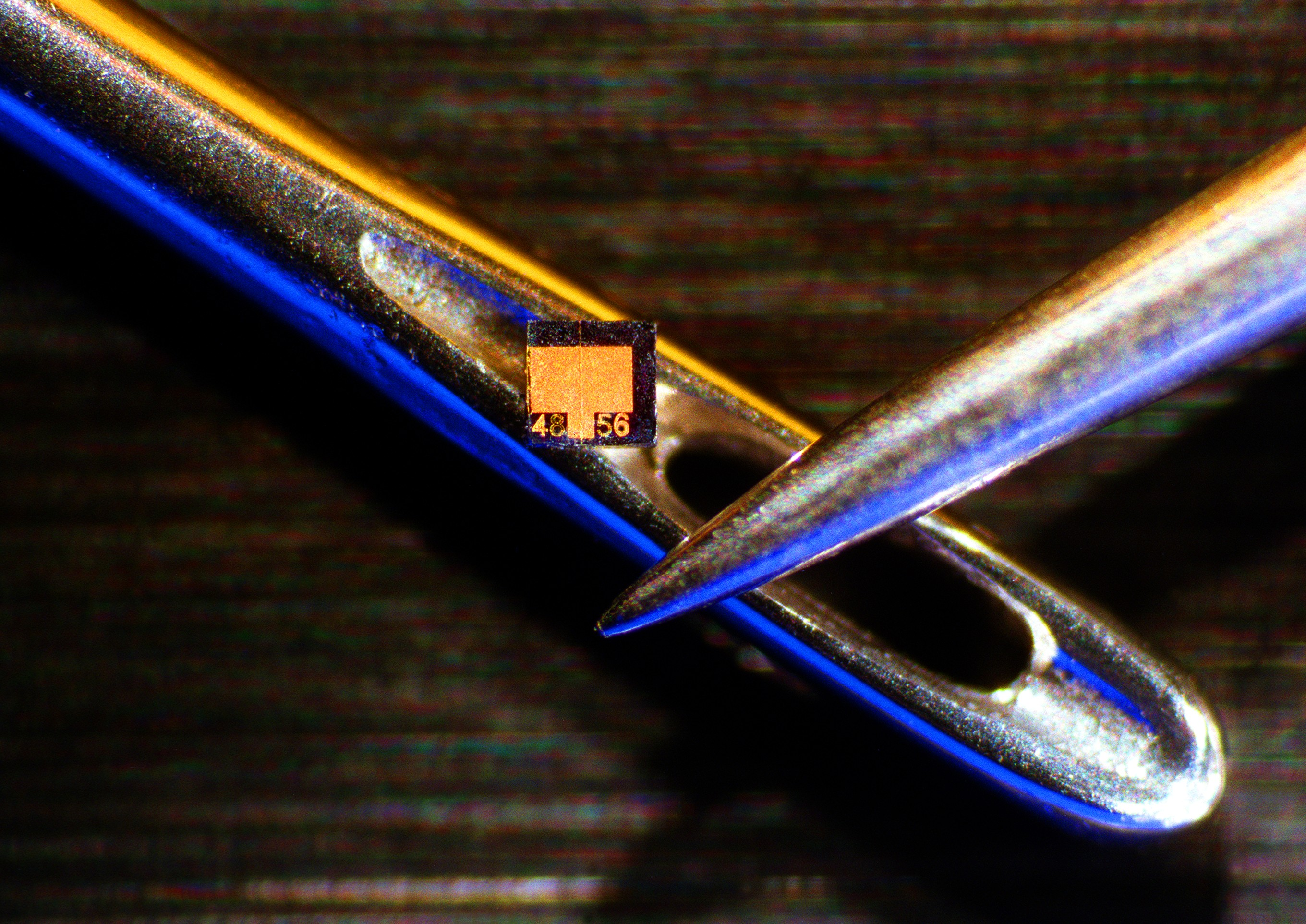
Immagine del chip del diodo laser (mostrato affiancato ad una cruna d'ago per mostrare la scala) interno al contenitore mostrato nell'immagine precedente.

Un diodo laser, come molti altri dispositivi elettronici, è composto da materiale semiconduttore drogato presente su uno strato molto sottile sulla superficie di un wafer di cristallo. Il cristallo viene drogato per produrre una regione di semiconduttore di tipo n e una regione di semiconduttore di tipo p, una sopra l'altra, per ottenere una giunzione p-n, cioè un diodo.
Come in altri tipi di diodi, quando la struttura viene polarizzata direttamente, le lacune provenienti dalla regione p vengono iniettate nella regione n, dove gli elettroni sono i portatori maggioritari di carica. Analogamente, gli elettroni dalla regione n sono iniettati nella regione p, dove le lacune sono i portatori maggioritari. Quando un elettrone e una lacuna sono presenti nella stessa regione, possono ricombinarsi per emissione spontanea, cioè l'elettrone può rioccupare lo stato energetico della lacuna, emettendo un fotone con un'energia uguale alla differenza tra gli stati dell'elettrone e della lacuna coinvolti. Questi elettroni e lacune iniettati rappresentano la corrente di iniezione del diodo, e l'emissione spontanea dà al diodo laser sotto la soglia laser proprietà simili a un LED. L'emissione spontanea è necessaria per iniziare l'oscillazione laser, ma è causa di inefficienza una volta che il laser è in oscillazione.

Diagramma (non in scala) di un semplice diodo laser.

In condizioni appropriate, l'elettrone e la lacuna possono coesistere nella stessa area per un po' di tempo (nell'ordine dei microsecondi) prima che si ricombinino. Poi un fotone vicino con energia uguale all'energia di ricombinazione può provocarla per emissione stimolata.
Ciò genera un altro fotone della stessa frequenza, che viaggia nella stessa direzione, con la stessa polarizzazione e fase del primo fotone. Ciò significa che l'emissione stimolata causa un guadagno in una onda ottica (di corretta lunghezza d'onda) nella regione di iniezione, ed il guadagno aumenta con l'aumentare del numero di elettroni e lacune iniettati attraverso la giunzione. I processi di emissione spontanea e stimolata sono molto più efficienti nei semiconduttori a bandgap diretta che in quelli bandgap indiretta, perciò il silicio non è un materiale molto usato per i diodi laser.
Come in altri laser, la regione di guadagno è circondata da una cavità ottica che forma il laser.
Nella forma più semplice di un diodo laser, si realizza sulla superficie del cristallo una guida ottica,
strutturata in modo tale da confinare la luce in una linea relativamente stretta.
I due capi del cristallo vengono incisi per ottenere le superfici piane e perfettamente parallele di un risuonatore Fabry-Perot.
I fotoni emessi in un certo modo di propagazione della guida d'onda viaggeranno lungo la guida d'onda e saranno riflessi molte volte dalla faccia di ciascuna estremità prima di essere emessi.
Quando un'onda luminosa passa attraverso la cavità è amplificata per emissione stimolata,
ma parte della luce è anche persa per assorbimento e riflessione incompleta sulla faccia.
Alla fine, se l'amplificazione supera le perdite, il diodo comincia ad emettere luce laser.
Alcune importanti proprietà dei diodi laser sono determinate dalla geometria della cavità ottica.
In generale, lungo la direzione verticale, la luce è contenuta in uno strato estremamente sottile
e la struttura offre un solo modo di propagazione ottico nella direzione perpendicolare agli strati.
Nella direzione laterale, se la guida d'onda è ampia in confronto alla lunghezza d'onda della luce
può offrire diversi modi ottici laterali, e il laser è definito multimodale.
Questi laser con molti modi laterali sono indicati nei casi in cui sia richiesta una notevole potenza,
ma non un raggio ristretto, come ad esempio nella stampa, nell'attivazione di processi chimici, o nel pompaggio di altri tipi di laser.
Nelle applicazioni dove è richiesto un raggio finemente focalizzato, la guida d'onda deve essere stretta, dell'ordine della lunghezza d'onda.
In questo caso si impiega un solo modo di propagazione laterale per ottenere un raggio limitato dalla diffrazione.
Questi dispositivi a modo singolo sono usati per archiviazione ottica, puntatori laser e fibre ottiche.
Va notato che questi laser possono ancora offrire modi di propagazione longitudinali multipli, e quindi possono emettere luce laser a diverse lunghezze d'onda.
La lunghezza d'onda emessa è una funzione del gap di energia tra le bande del semiconduttore e dei modi di propagazione della cavità ottica.
In generale il guadagno massimo si ottiene per fotoni con energia leggermente superiore a quella del gap, e i modi di propagazione più vicini al picco di guadagno emetteranno in modo predominante.
Se il diodo è pilotato con sufficiente potenza, si avranno anche emissioni addizionali, dette modi laterali.
Alcuni diodi laser, tra cui la maggior parte di quelli operanti a luce visibile, operano a lunghezza d'onda fissa, ma la lunghezza d'onda non è stabile e cambia nel tempo in funzione della temperatura e della corrente.
Per via della diffrazione, il raggio diverge (si allarga) rapidamente dopo avere lasciato la cavità, con un angolo tipico di 30 gradi verticalmente e 10 gradi lateralmente.
Una lente deve essere impiegata per formare un raggio collimato del tipo necessario ad esempio per un puntatore laser.
Se è richiesto un raggio circolare saranno necessari dispositivi ottici più complessi, con lenti cilindriche e altro.
Laser a modo spaziale singolo, con l'impiego di lenti simmetriche, forniranno un raggio ellittico,
a causa della differenza tra le divergenze verticale e laterale. Questa caratteristica è facilmente osservabile nei puntatori laser economici.
Il semplice diodo sopra descritto è stato pesantemente modificato negli ultimi anni, grazie ad una evoluzione tecnologica che ha fornito una varietà di tipi di diodi laser, descritti di seguito.

## Tipi di diodi laser
La semplice struttura di diodo laser descritta precedentemente è estremamente inefficiente. Tali dispositivi richiedono così tanta potenza che possono ottenere solo funzionamenti impulsivi senza danneggiamenti del dispositivo. Malgrado questi ultimi siano stati importanti storicamente e semplici nel funzionamento, quindi utili per la didattica, tali dispositivi non sono pratici.

### Laser a doppia eterostruttura
Il primo a mostrare l'emissione di luce coerente da un diodo a semiconduttore (il primo diodo laser), fu Robert N. Hall ed il suo gruppo di lavoro al centro di ricerca General Electric nel novembre del 1962
Altri gruppi alla IBM, al MIT Lincoln Laboratory, alla Texas Instruments, e nei laboratori RCA furono coinvolti e ricevettero riconoscimenti per le prime dimostrazioni di emissione di luce efficiente e di luce laser in diodi a semiconduttore nel 1962 e successivamente.
Il primo diodo laser funzionante in modalità ad
onda continua fu un dispositivo a doppia eterostruttura dimostrato praticamente simultaneamente da Zhores Alferov e collaboratori (incluso Dmitri Z. Garbuzov) dell'Unione Sovietica, e Morton Panish e Izuo Hayashi che lavoravano invece negli Stati Uniti.
In questi dispositivi, uno strato di materiale a bassa bandgap viene posto tra due strati ad alta bandgap. Un paio di materiali molto usati sono l'arseniuro di gallio (GaAs) con l'arseniuro di alluminio-gallio (AlxGa(1-x)As). Ogni giunzione tra differenti materiali bandgap viene chiamata una eterostruttura, e da questo fatto deriva il nome "laser a doppia eterostruttura" o laser DH. Il tipo di diodo laser descritto nella prima parte dell'articolo si può anche chiamare un laser omogiunzione, in contrapposizione con questi dispositivi più diffusi.
Il vantaggio di un laser DH è che la regione dove gli elettroni e le lacune liberi esistono simultaneamente, la regione "attiva", è confinata al sottile strato intermedio. Questo significa che molte più coppie elettrone-lacuna possono contribuire all'amplificazione, e non ne rimangono così tante escluse come nella periferia a bassa amplificazione. Inoltre, la luce viene riflessa dalla eterogiunzione; perciò la luce viene confinata alla regione dove avviene l'effetto di amplificazione.

### Laser a pozzo quantico
Se lo strato intermedio viene costruito abbastanza sottile, esso agisce come un pozzo quantico. Questo significa che la variazione verticale della funzione d'onda dell'elettrone, per cui una componente della sua energia, è quantizzata. L'efficienza di un laser a pozzo quantico è maggiore di quella laser semplice dato che la funzione della densità di stati degli elettroni nel sistema a pozzo quantico possiede una brusca variazione che concentra gli elettroni in stati di energia che contribuiscono all'azione laser.
I laser contenenti più di uno strato a pozzo quantico sono conosciuti come laser a pozzi quantici multipli. I pozzi quantici multipli migliorano la sovrapposizione delle regioni di guadagno con la modalità normale a guida d'onda ottica.
Ulteriori miglioramenti nell'efficienza del laser sono stati dimostrati riducendo lo strato a pozzo quantico ad un filo quantico o ad un "mare" di punti quantici.
In un laser a cascata quantica, la differenza tra i livelli di energia del pozzo quantico viene usata per la transizione laser invece della bandgap. Ciò abilita l'azione laser a lunghezze d'onda relativamente ampie, che possono essere regolate semplicemente alterando lo spessore dello strato. A tutt'oggi (2005), i laser a cascata quantica non sono ancora molto commercializzati.

### Laser a eterostruttura a confinamento separato
Il problema del diodo a pozzo quantico semplice descritto sopra è che lo strato sottile è semplicemente troppo piccolo per confinare efficacemente la luce. Per compensare, vengono aggiunti altri due strati, esternamente ai primi tre. Questi strati possiedono un indice di rifrazione inferiore agli strati centrali, e quindi possono confinare la luce in maniera più efficace. Tale progettazione viene chiamata diodo laser a eterostruttura a confinamento separato (SCH).
Quasi tutti i diodi laser commerciali prodotti dal 1990 sono stati di tipo diodi tunnel quantici SCH.

### Laser a retroazione distribuita
I laser a retroazione distribuita (Distributed FeedBack o DFB) sono il tipo di trasmettitori più comuni nei sistemi DWDM. Per stabilizzare la lunghezza d'onda del laser, un reticolo di diffrazione viene inciso vicino alla giunzione p-n del diodo. Questo reticolo agisce come un filtro ottico, permettendo solo ad una singola lunghezza d'onda di essere riportata nella regione a guadagno. Dato che il reticolo fornisce la retroazione necessaria per l'effetto laser, la riflessione delle sfaccettature non è necessaria. Perciò, almeno una faccia di un DFB ha un rivestimento anti-reflessivo. I laser DFB posseggono una lunghezza d'onda stabile che viene impostata durante il processo di fabbricazione dal passo del reticolo, e che varia solo leggermente con la temperatura. Tali laser sono i "cavalli da tiro" delle più esigenti tecnologie ottiche di comunicazione.

### VCSEL
I laser a emissione superficiale a cavità verticale (o Vertical cavity surface emitting lasers VCSEL) possiedono l'asse della cavità ottica lungo la direzione del flusso corrente invece che perpendicolarmente al flusso corrente come nei diodi laser convenzionali. La lunghezza della regione attiva è molto breve se comparata con le dimensioni laterali, di modo che la radiazione emerge dalla ‘‘superficie’’ della cavità piuttosto che dai bordi, come mostrato in Fig. 2. I riflettori ai lati della cavità sono specchi dielettrici costruiti alternando strati con indici di rifrazione alto e basso di film spesso multistrato in quarto d'onda.

### VECSEL
I laser a cavità esterna verticale a emissione superficiale (Vertical external-cavity surface-emitting lasers, o VECSEL), sono simili ai VCSEL. Nei VCSEL, gli specchi vengono creati tipicamente tramite epitassia come parte della struttura del diodo, o cresciuta separatamente e connesso direttamente al semiconduttore contenente la regione attiva. I VECSEL si distinguono per una tecnica costruttiva nella quale uno dei due specchi è esterno alla struttura del diodo. Come risultato la cavità include una regione di spazio libero. Una distanza tipica dal diodo allo specchio esterno è di 1 cm. 

### Diodi laser a cavità esterna
I diodi laser a cavità esterna sono laser sintonizzabili che usano principalmente diodi con eterostruttura doppia del tipo AlxGa(1-x).  I primi diodi laser a cavità esterna usavano etalon intracavità e semplici reticoli di sintonizzazione in configurazione Littrow. In alternativa si possono usare reticoli in configurazione di incidenza tangenziale e configurazioni di reticoli con prismi multipli.

## Altre applicazioni dei diodi laser
Una delle applicazioni del Diodo laser è in vulcanismo, dove si misura la presenza di gas emessi dal vulcano e la tipologia.

## Guasti
I diodi laser hanno affidabilità e guasti simili a quelli dei LED. Inoltre essi sono soggetti a danneggiamenti ottici catastrofici (COD) quando funzionano ad alta potenza. Molti dei miglioramenti nell'affidabilità dei diodi laser negli ultimi 20 anni rimangono di proprietà dei rispettivi sviluppatori. L'affidabilità di un diodo laser può creare o distruggere una linea di produzione. Inoltre la tecnica del reverse engineering non è sempre in grado di permettere di scoprire le differenze esistenti tra i diodi laser più affidabili e quelli meno affidabili.
Sul bordo del diodo laser, quando la luce viene emessa, spesso si crea uno specchio per fessurazione del wafer del semiconduttore per formare un piano riflettente speculare. Questo approccio è semplificato dalla debolezza del [110] piano cristallografico nei cristalli semiconduttori tipo III-V (come l'arseniuro di gallio, il fosfuro di indio, l'antimoniuro di gallio, ecc.) in confronto ad altri piani. Una graffiatura sul bordo del wafer e una leggera forza torcente crea un piano fenditura simil speculare quasi atomicamente perfetto tale da formarsi e propagarsi in linea retta attraverso il wafer.
Succede però che gli stati atomici sul piano di fenditura siano alterati (in rapporto alle proprietà grezza del cristallo) dalla terminazione della perfetta periodicità della grata al piano.
Gli stati superficiali al piano di fenditura hanno livelli di energia dentro la banda (altrimenti) proibita del semiconduttore.
Il risultato in pratica è che quando la luce si propaga attraverso il piano di fenditura e transita
verso lo spazio libero da dentro il cristallo semiconduttore, una frazione dell'energia della luce viene assorbita dagli stati di superficie da dove viene convertita in calore dalle interazioni fonone-elettrone. Tutto ciò scalda lo specchio a fenditura. Inoltre, lo specchio può scaldarsi semplicemente a causa del fatto che il bordo del diodo laser, pompato elettricamente, è in contatto non proprio perfetto con il supporto che fornisce un percorso per la dissipazione del calore. Lo scaldarsi dello specchio provoca una riduzione della banda proibita del semiconduttore nelle aree più calde. Il restringimento della banda proibita porta più elettroni nelle transizioni elettroniche banda-a-banda ad allinearsi con l'energia fotonica provocando un assorbimento ancora maggiore. Questo effetto termico a valanga, una forma di retroazione positiva, può provocare la fusione delle sfaccettature, ed è conosciuto come danneggiamento ottico catastrofico, o COD (dall'inglese Catastrophic Optical Damage).
Questo problema, particolarmente insidioso per i laser all'GaAs di lunghezza d'onda tra gli 1 µm e 0.630 µm (meno per quelli basati su InP usati per le comunicazioni a lungo raggio che emettono tra gli 1.3 µm e i 2 µm), fu identificato negli anni settanta del '900. Michael Ettenberg, ricercatore, e successivamente vicepresidente dei laboratori RCA, del David Sarnoff Research Center a Princeton (New Jersey), creò una soluzione. Un sottile strato di ossido di alluminio fu deposto sulla sfaccettatura. Se lo spessore dell'ossido di alluminio viene scelto correttamente, esso funziona come un trattamento anti-riflesso, riducendo la riflessione sulla superficie. Ciò riduce il riscaldamento e quindi il COD sulle sfaccettature.
Da allora, sono state sviluppate e affinate molte altre tecniche. Un altro approccio è di creare un cosiddetto specchio a non assorbimento (NAM) tale che nei finali 10 µm circa prima che la luce venga emessa dalla sfaccettatura fessurata venga resa non assorbente alla lunghezza d'onda di interesse.
Nei primi anni del 1990, l'azienda SDL Inc., cominciò a fornire diodi laser ad alta potenza con buone caratteristiche di affidabilità. Il Donald Scifres e David Welch, rispettivamente CEO e CTO dell'azienda, presentarono questi nuovi dati caratteristici di affidabilità alla conferenza di Fotonica SPIE Photonics West. I metodi usati da SDL per abbattere il COD furono considerati segreto industriale e non sono stati ancora rivelati pubblicamente (giugno 2006).
Verso la metà del 1990, IBM Research (Rüschlikon, Svizzera) annunciò di aver sviluppato il cosiddetto "processo E2" che conferiva straordinarie doti di resistenza alla COD nei diodi laser basati su GaAs. Anche i dettagli di questo processo non sono stati divulgati a tutt'oggi (giugno 2006).
L'affidabilità delle barre pompa a diodi laser ad alta potenza (utilizzate per pompare i laser a stato solido) rimane un problema in molte applicazioni, malgrado tutti questi miglioramenti proprietari. In effetti la fisica dei guasti dei diodi laser non è ancora del tutto chiara e la ricerca in questo campo è molto attiva, anche se spesso non pubblica.
L'allungamento della vita di un diodo laser è critica per l'applicazione di questi in una grande varietà di campi.